# أحداث ساقية سيدي يوسف

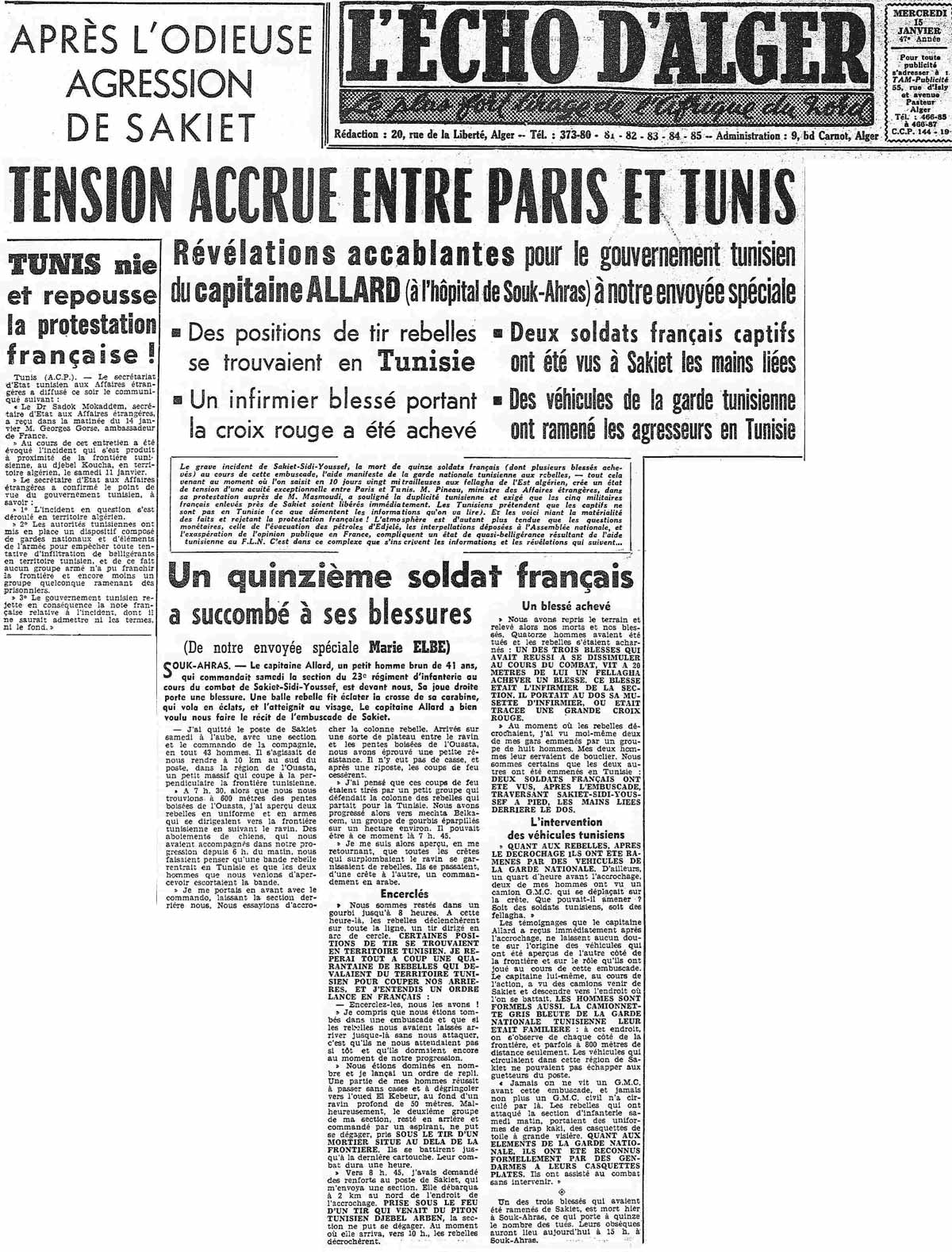
مقالة على أحداث 11 يناير 1958، في ليشو دالجي (صدى الجزائر) الصادرة يوم 15 يناير 1958.

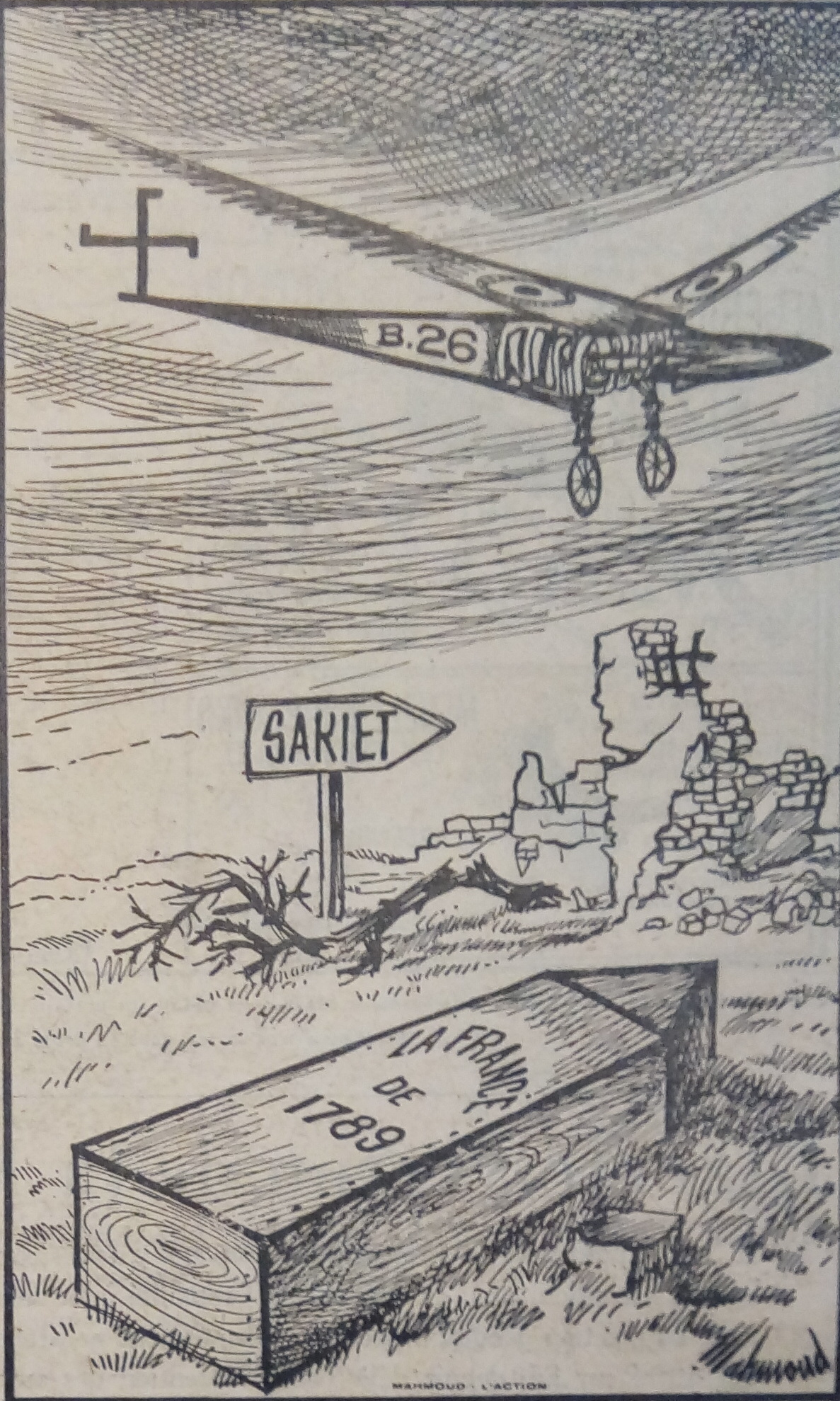
صورة أحداث ساقية سيدي يوسف

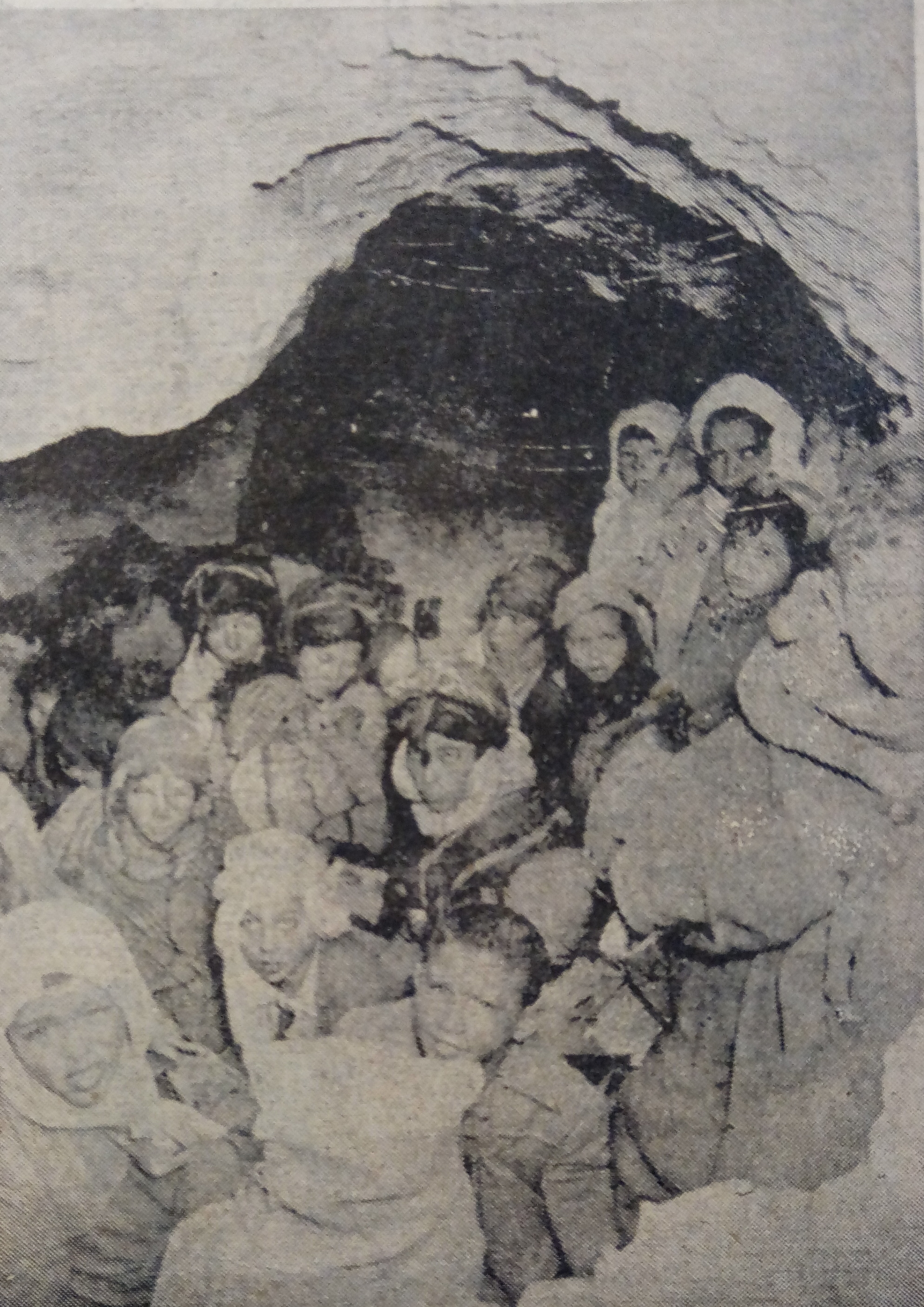
اللاجئون الجزائريون في الكهوف

أحداث ساقية سيدي يوسف، 8 فيفري 1958 ، هي عملية قام بها الجيش الفرنسي في إطار حرب الجزائر على قرية ساقية سيدي يوسف، الواقعة في الحدود الجزائرية التونسية، كرد فعل للدعم التونسي للثورة الجزائرية والتي سقط فيها العديد من الشهداء الجزائريين والتونسيين. وأسفرت هذا العملية عن سقوط 70 شخصا منهم العشرات من التلاميذ، و 148 جريح من المدنيين ، وتحيي تونس والجزائر ذكرى هذه العملية بشكل سنوي في اليوم نفسه، كإحياء لذكرى إمتزجت فيها الدماء التونسية بالجزائرية.

## موقع الحادثة
تقع ساقية سيدي يوسف على الحدود الجزائرية التونسية على الطريق المؤدّي من مدينة سوق أهراس بالجزائر إلى مدينة الكاف بتونس وهي قريبة جدًا من مدينة لحدادة الجزائرية التابعة إداريا لولاية سوق أهراس، وبذلك شكلت منطقة إستراتيجية لوحدات جيش التحرير الوطني المتواجد على الحدود الشرقية في استخدامها كقاعدة خلفية للعلاج واستقبال المعطوبين.
ما جعل فرنسا تلجأ إلى أسلوب العقاب الجماعي وذلك بضرب القرية الحدودية الصغيرة.

## السياق
سبق القصف عدة تحرشات فرنسية على القرية لكونها نقطة استقبال لجرحى ومعطوبي الثورة التحريرية وكان أوّل تحرّش سنة 1957 إذ تعرضت الساقية يومي 1 و 2 أكتوبر إلى اعتداء فرنسي بعد أن أصدرت فرنسا قرارا يقضي بملاحقة الثوار الجزائريين داخل التراب التونسي بتاريخ 1 سبتمبر 1957 ثم تعرضت الساقية إلى اعتداء ثاني في 30 يناير 1958 بعد تعرّض طائرة فرنسية لنيران جيش التحرير الوطني الجزائري ليختم التحرشات بالغارة الوحشية يوم 8 فبراير 1958 بعد يوم واحد من زيارة روبر لاكوست للشرق الجزائري
يوم السبت 8 فبراير 1958 هو يوم سوق أسبوعية بقرية ساقية سيدي يوسف ولم يكن المستعمر الفرنسي يجهل ذلك عندما اختار هذا اليوم بالذات للقيام بالغارة على القرية.
وقد صادف ذلك اليوم حضور عدد هام من اللاجئين الجزائريين الذين جاؤوا لتسلم بعض المساعدات من الهلال الأحمر التونسي والصليب الأحمر الدولي.
وقد كانت مفاجأة كل هؤلاء المدنيين كبيرة عندما داهمت القرية حوالي الساعة الحادية عشرة أسراب من الطائرات القاذفة والمطاردة.
واستهدف القصف دار المندوبية (المعتمدية) والمدرسة الابتدائية وغيرها من المباني الحكومية ومئات المنازل فيما كانت المطاردات تلاحق المدنيين.
تواصل القصف باستمرار نحو ساعة من الزمن مما حول القرية إلى خراب وقد بلغ عدد القتلى 68 منهم 12 طفلا أغلبهم من تلامذة المدرسة الابتدائية و 9 نساء وعون من الجمارك فيما بلغ عدد الجرحى 87 جريحا.
أما الخسائر المادية فتمثلت في تحطيم خمس سيارات مدنية منها شاحنات للصليب الأحمر الدولي والهلال الأحمر التونسي. وتحطيم المباني العمومية التالية: دار المندوبية، مركز الحرس الوطني، مركز الجمارك، إدارة البريد، المدرسة الابتدائية، إدارة الغابات وإدارة المنجم. وتحطيم 43 دكانا و97 مسكنا.
وقد كان مندوب الصليب الأحمر (هوفمان) متواجدا بساقية سيدي يوسف أثناء القصف.
فقد وصل ومعاونوه حوالي الساعة العاشرة قصد توزيع الإعانات الغذائية وغيرها على اللاجئين الجزائريين.
وقد كان بصدد زيارة مأوى اللاجئين صحبة المعتمد عندما وقع القصف.
وصرح في شهادته أن القاذفات الفرنسية التي هاجمت الساقية ودمرتها حطمت أيضا عربات الشحن التابعة للصليب الأحمر... وهي أربعة عربات: ثلاثة عربات منها تابعة للصليب الأحمر السويسري وواحدة تابعة للهلال الأحمر التونسي وكلها مشحونة بالملابس المعدة لتوزيعها.

## ردود الفعل
وقد نددت الصحف في مختلف أرجاء العالم بهذا العدوان الغاشم فكان حصاد فرنسا من هذه العملية إدانة المجتمع الدولي لهذا الاعتداء الغاشم. إضافة إلى هذه الجريمة النكراء حاول الاحتلال الفرنسي آنذاك:
- تجنيد قوة عسكرية هائلة والاستعانة بالحلف الأطلسي وبمرتزقة من دول أخرى (اللفيف الأجنبي).
- استعمال كافة الأسلحة بما فيها الأسلحة المحظورة مثل النابالم.
- إنشاء مناطق محرمة في الأرياف الجزائرية.
- اتباع سياسة القمع والإيقاف الجماعي.